# Politikó
Politikó (grec moderne : Πολιτικό) est une localité de Chypre, dans le centre du pays, au sud-ouest de la capitale, Nicosie. 

## Localisation
Elle est située dans le district de Nicosie, dans la partie centrale du pays, à 20 km au sud-ouest de la capitale Nicosie. Elle est en moyenne à 371 mètres environ au-dessus du niveau de la mer.

## Géographie
Son territoire est plat, au nord-est, et plus accidenté au sud-ouest. Le point Le plus élevé est à environ 462 mètres au-dessus du niveau de la mer. 
Le village compte 384 habitants en 2015,. 
Le centre urbain le plus proche est de Nicosie, situé 19,8 km au nord-est. La zone, incluse dans la plaine de la Mésorée (une plaine située entre deux chaînes de montagnes: les montagnes Kyrenia au nord, et les montagnes du Troodos, au sud), est essentiellement couverte d'un paysage parsemé de petits buissons. Elle est traversée par la rivière Pedieos. Sur une colline, se trouve l'ancienne cité de Tamassos.

## Éléments du patrimoine
Dans le village se trouve le monastère d'Agios Irakleidios, un monastère dédié à saint Héraclide, un chrétien du premier siècle qui est né à Tamassos, qui a accompagné saint Paul et saint Barnabé dans le voyage à Chypre et a été ordonné le premier évêque de Tamassos. L'église date du XVIIIe siècle, après avoir détruit le bâtiment d'origine du Ve siècle, et est orné de fresques.
Un sanctuaire d'Aphrodite est fouillé par une mission archéologique allemande depuis les années 1970.

## Climat
La température moyenne annuelle dans la zone est de 20 °C. Le mois le plus chaud est juillet, lorsque la température moyenne est de 32 °C, et le plus froid est janvier, avec 8 °C. La moyenne annuelle des précipitations est de 510 millimètres. Le mois le plus pluvieux est le mois de décembre, avec une moyenne de 112 mm de précipitations, et le plus sec est le mois d'août, avec 1 mm de précipitations,.